# Panhard & Levassor Type X39
Der Panhard & Levassor Type X39 ist ein Pkw- und Nutzfahrzeugmodell der 1920er Jahre. Hersteller war Panhard & Levassor in Frankreich.

## Beschreibung
Wie beim Vorgängermodell Type X31 haben die Fahrzeuge einen ventillosen Schiebermotor nach einer Lizenz von Charles Yale Knight. Im Motorcode „SK4D“ steht das „K“ für Knight und die „4“ für die Anzahl der Zylinder.
Der Vierzylinder-Reihenmotor hat 75 mm Bohrung, 130 mm Hub und 2297 cm³ Hubraum. Er wurde auch 12 CV genannt. Besonderheit ist eine „Flector“ genannte Art der Kraftübertragung des Frontmotors zur Hinterachse, bei der elastische Gummielemente die üblichen Gelenke einer Kardanwelle ersetzen. Der Motor leistet 30 PS.
Der Radstand beträgt 302 cm.
Ab 1923 wurden Vorderradbremsen montiert. Bekannt sind die Karosseriebauformen Torpedo, Limousine und Landaulet.
Die Produktion lief von Oktober 1922 bis 1924. In den ersten beiden Kalenderjahren wurden 1 und 780 Pkw hergestellt. Zusammen sind das 781 Fahrzeuge, von denen 119 exportiert wurden.
In den Zahlen für 1924 (754 hergestellt, 109 exportiert) sind bereits die Zahlen der ähnlichen Nachfolgemodelle Type X43 und Type X45 enthalten, da sie in der Statistik nicht getrennt wurden.
Am 13. Dezember 1920 wurde ein erhaltener Tourenwagen im restaurierungsbedürftigen Zustand für 9150 Euro versteigert. Außerdem wurde eine Limousine im Internet angeboten.

## Nutzfahrzeuge
Außerdem gab es 1924 eine Nutzfahrzeugvariante als Lastkraftwagen. Hiervon wurden sieben Fahrzeuge verkauft.